# Clara G.
Clara G. (* 19. Juli 1979 in Baia Mare; bürgerlich Clara Gherghel) ist eine rumänische Pornodarstellerin, -regisseurin und -produzentin. Sie dreht vorwiegend lesbische und Solo-Szenen und zeigt unter anderem eher extreme Spielarten der Sexualität, etwa Anal-, Creampie-, Fisting- und Natursekt-Praktiken.

## Filmografie (Auswahl)
- 2006: Fuck
- 2006: Pussy Party 19
- 2006: Girls on Girls 7
- 2007: Ass Traffic 1
- 2007: No Man’s Land 42
- 2007: Women Seeking Women 31
- 2008: Downward Spiral
- 2008: My Evil Sluts 1
- 2009: All Internal 10, 11

## Auszeichnungen und Nominierungen
- 2007: AVN-Award-Gewinner – Best All-Girl Sex Scene – Film für Fuck (mit Jessica Drake, Katsuni und Felecia)[3]
- 2009: AVN-Award-Nominierung – Best Foreign Actress für Ass Traffic 1
- 2009: AVN-Award-Nominierung – Best Sex Scene In A Foreign Shot Production für My Evil Sluts 2[4]
- 2009: AVN-Award-Nominierung – Best Director Foreign Non-Feature für My Evil Sluts 2[4]
- 2009: Hot-d’or-Nominierung – Best All Sex European Director für Give me Pink[5]
- 2010: AVN-Award-Nominierung – Best Director, Foreign Non-Feature für Give Me Pink 5
- 2010: AVN-Award-Nominierung – Best New Web Starlet
- 2011: AVN-Award-Nominierung – Best Web Star für Clara-G.com
- 2011: AVN-Award-Nominierung – Best All-Girl Group Sex Scene für Buttman’s Evil Live
- 2011: AVN-Award-Nominierung – Best Director, Foreign Non-Feature für My Evil Sluts 5